# Kudrjaschevia
Kudrjaschevia là một chi thực vật có hoa trong họ Hoa môi (Lamiaceae).

## Loài
Chi Kudrjaschevia gồm các loài: